# Podporożje
Podporożje (ros. Подпорожье) – miasto w Rosji, w obwodzie leningradzkim, 285 km na północny wschód od Petersburga. Stolica rejonu podporożskiego.
Znajduje się tu stacja kolejowa Podporożje, położona na linii Wołchow - Murmańsk.

## Demografia
W 2009 liczyło 18 839 mieszkańców. W 2021 liczyło 16 462 mieszkańców.